# Richard Gessner
Richard Gessner (* 29. Juli 1894 in Augsburg; † 13. Februar 1989 in Düsseldorf) war ein deutscher Maler sowie Mitbegründer der avantgardistischen Künstlervereinigung Das Junge Rheinland (1919).

## Leben

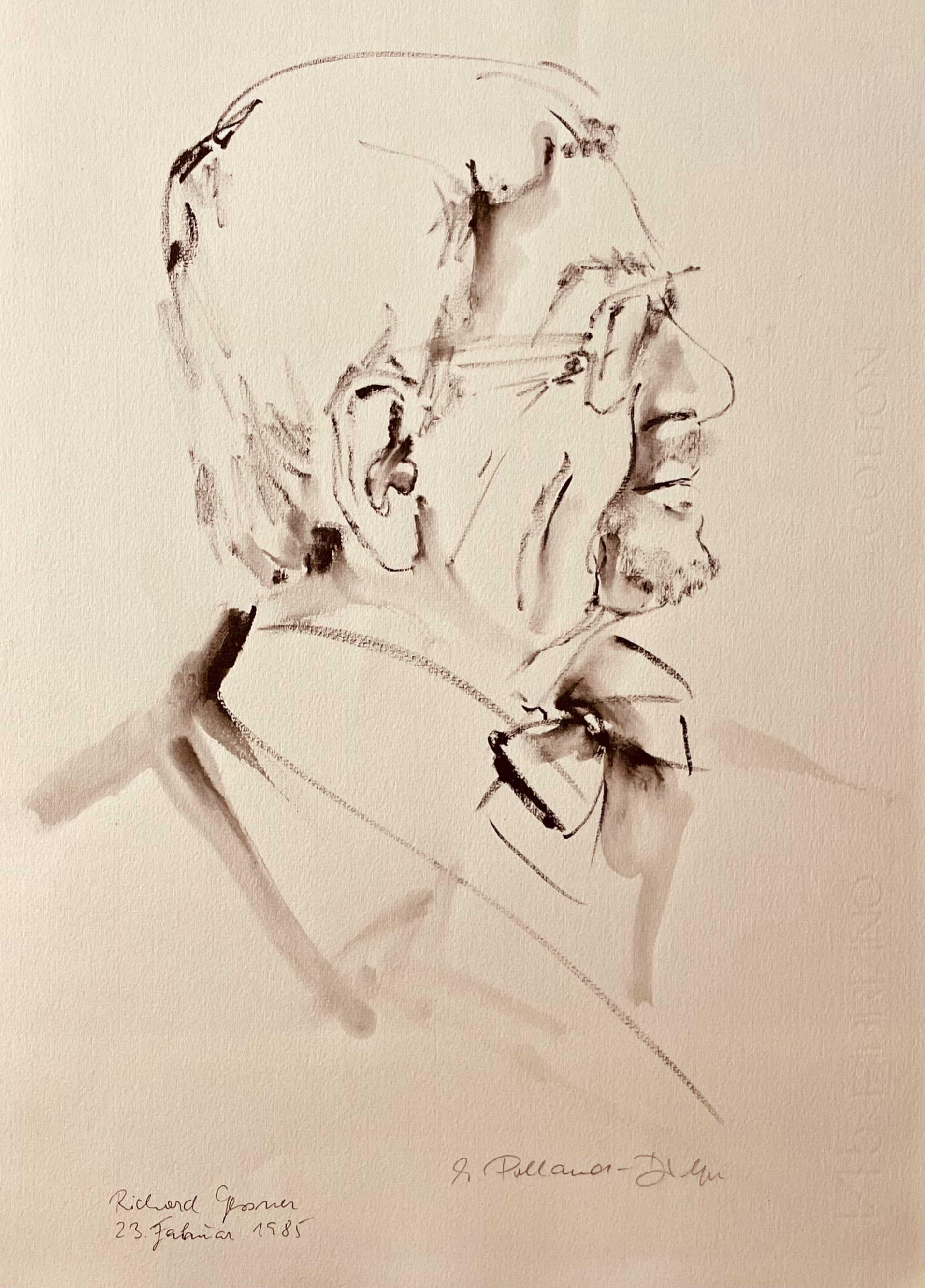
Portrait des Malers Richard Gessner von Edith Polland-Dülfer, Mülheimer Künstlerin

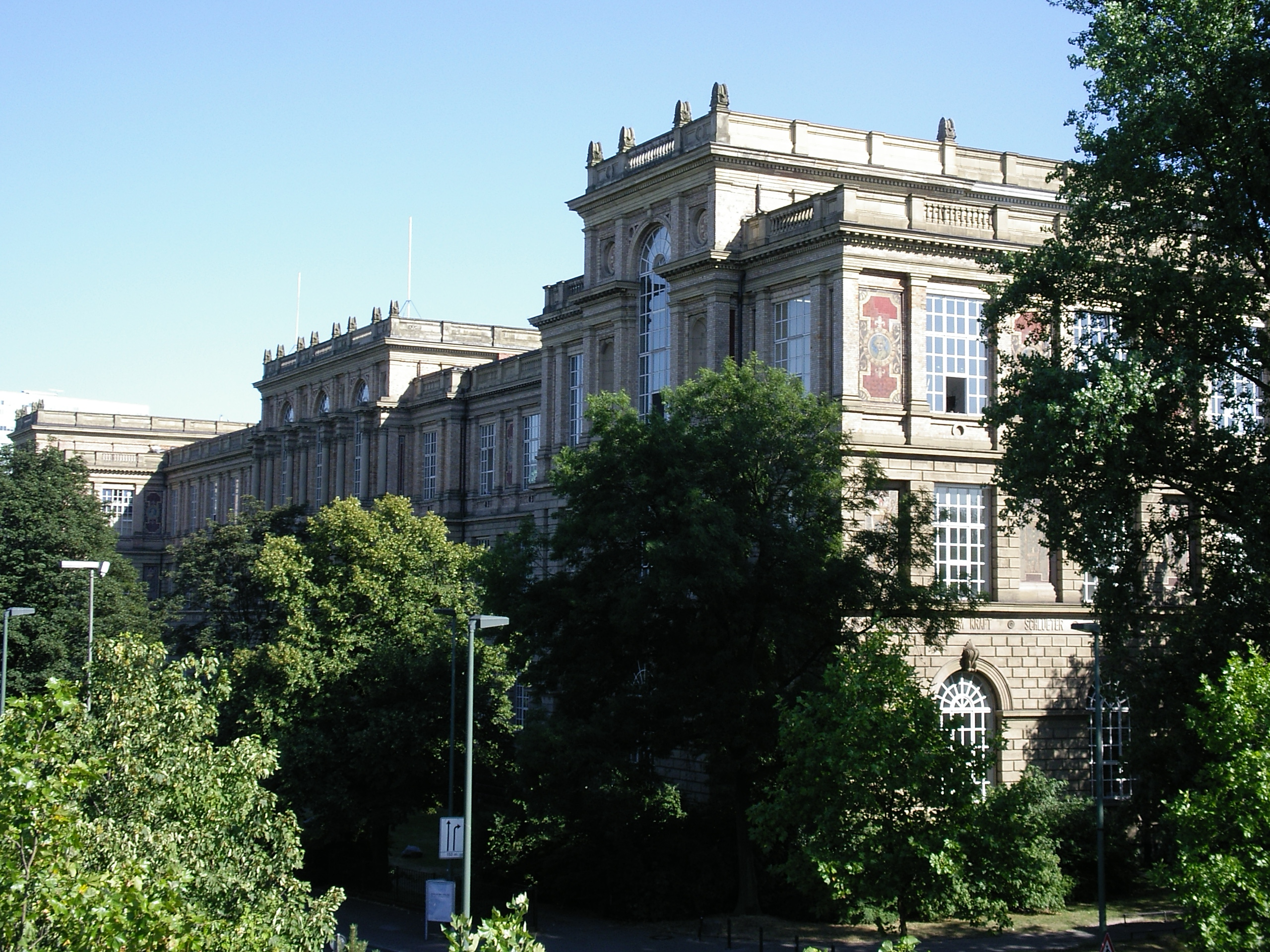
Kunstakademie Düsseldorf, 2006

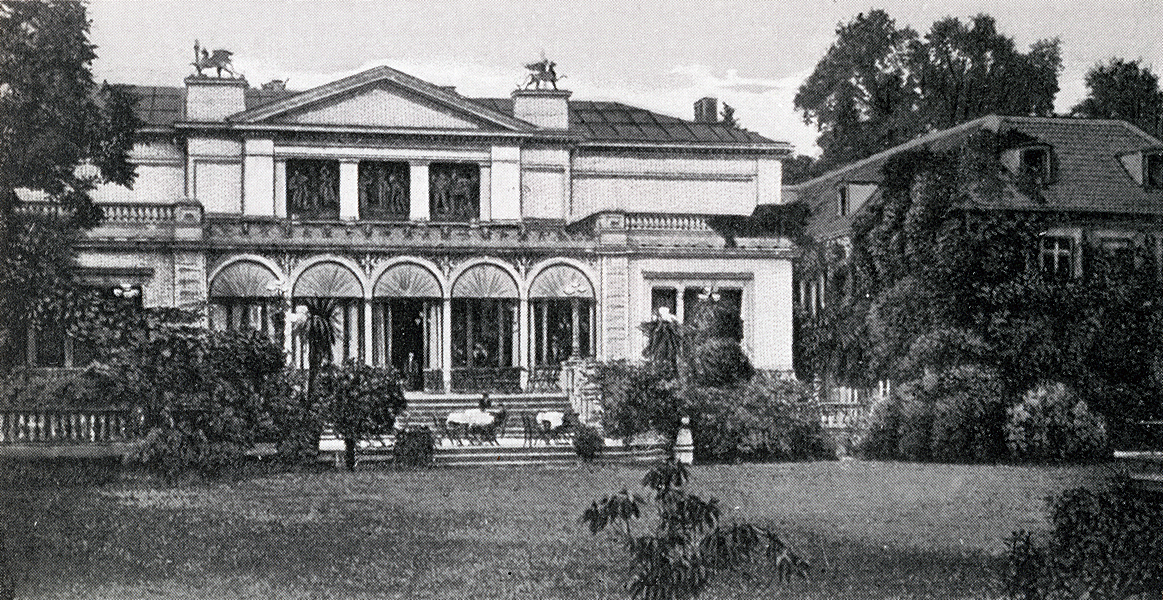
Haus des Künstlervereins Malkasten in Düsseldorf, um 1900

Der Sohn des Bankkaufmannes Richard Gessner (sen.) wurde 1894 in Augsburg geboren. Bereits 1896 zog die Familie nach Köln, 1904 nach Düsseldorf, wo der Vater als Direktor des Barmer Bankvereins bestellt worden war. Nach dem Besuch des Düsseldorfer Rethel-Gymnasiums und der Freien Schulgemeinde in Wickersdorf (Thüringen), trat Richard Gessner im Jahr 1913 in die Kunstakademie Düsseldorf ein. Sein dort bei Willy Spatz und Eduard von Gebhardt begonnenes Studium musste er 1914 aufgrund seines Einzuges zum Militärdienst unterbrechen. Zuvor verbrachte er zwei Monate mit dem Maler Otto Pankok in Dötlingen, wo unter anderem die Ölbilder Sturmtag (Werkverzeichnis (WV) 5) und Heidelandschaft (WV 6) entstanden. 1917 wurde er als Kriegsmaler in Makedonien stationiert. Nach dem Krieg nahm er das Kunststudium wieder auf, jetzt in der Meisterklasse von Max Clarenbach. Gessner trat 1919 dem alteingesessenen Düsseldorfer Künstlerverein Malkasten bei, gehörte im selben Jahr zu den Gründungsmitgliedern der avantgardistischen Künstlervereinigung Das Junge Rheinland und hatte Kontakt zu dem Kreis um Johanna Ey. 1920 gründete er mit Fritz Burmann und Werner Peiner die Drei-Mann-Werkstatt, in der großformatige teppichartige Wandbilder auf Stoff entstanden. Die Werkstatt hatte bis 1923 Bestand. Die Gruppe der drei Künstler wird Dreimann-Bund genannt. Für das Bild Stätten der Arbeit (WV 68) erhielt er 1922 den Holland-Preis. Im Anschluss an sein Studium führten zahlreiche Reisen den Künstler durch Deutschland und zahlreiche andere Länder. Er bereiste Skandinavien, hielt sich ein Jahr in Finnland und im Jahr 1923 fünf Monate in Italien sowie Nordafrika auf. Seine Reisen führten ihn auch nach Bulgarien, Griechenland, Malta, Capri und Libyen. Im Jahr 1924 mietete er ein Atelier in Paris. Bis 1928 hielt er sich regelmäßig in der französischen Hauptstadt auf, wo er über die Malerin Marie Laurencin u. a. Bekanntschaft mit Marc Chagall und Jules Pascin machte. Mit Letzterem war er lange in Freundschaft verbunden.
Im Jahre 1926 war er außer in Paris auch in Düsseldorf tätig, und zwar anlässlich der großen Hygieneausstellung GeSoLei in der dortigen Bildnereiabteilung. Zwei Jahre später vollendete er sein Werk Paris bei Nacht (WV 118), heute im Kunstmuseum Düsseldorf. Seiner schon frühen Neigung zu Industriemotiven gab er durch eine Vielzahl von Skizzen und Gemälden Ausdruck, deren Gegenstand ab 1928 bis in die Mitte der 1960er Jahre insbesondere die Werksanlagen des Huckinger Hüttenwerkes sind, der heutigen Hüttenwerke Krupp Mannesmann (HKM).
1929 hielt sich Gessner länger in Berlin auf. Eines der dort entstandenen Gemälde, Shellhaus im Bau (WV 143), ist heute im Stadtmuseum Berlin zu sehen. In diesen Jahren schuf Gessner auch zahlreiche Entwürfe für Fest- und Karnevalsdekorationen. In den Jahren 1938 bis 1945 wohnte er zur Miete in einer Wohnung im Schloss Kalkum bei Düsseldorf. Hier entstand das Bild Niederrheinische Parklandschaft (WV 214), für das er 1941 den Cornelius-Preis der Stadt Düsseldorf erhielt.
Gessner beantragte 1933 die Aufnahme in die Partei, wurde 1934 aber abgelehnt, weil er Mitglied einer Loge gewesen war. 1936 wurde Paris bei Nacht im Düsseldorfer Kunstmuseum von der NS-Kunstkommission als nicht tragbar beanstandet und dem Künstler zurückgegeben, gleichwohl Gessner war mit seinen Industrie- und Technikmotive im NS-Staat einer der gefragtesten Künstler. Er war z. B. 1938 bis 1943 auf allen Großen Deutschen Kunstausstellungen in München mit 22 Bildern vertreten, von denen Hitler vier, Albert Speer zwei und Hermann Göring und Walther Funk je eines erwarben. Im Auftrag der Baufirma Holzmann AG in Steyr in Niederdonau dokumentierte er 1942/43 in einer Bilderfolge die Entstehung des Enns-Kraftwerkes. Der größte Teil dieser Werke ging durch Bombenangriffe im Zweiten Weltkrieg verloren. 1944 wurde er von der Vorschlagsliste für eine Professur an der Staatlichen Kunstakademie Düsseldorf gestrichen, weil er kein Parteimitglied war.
Nach dem Krieg baute sich Gessner eine Atelierwohnung in Düsseldorf-Kaiserswerth aus. Industrie und Technik waren dort zunächst seine häufigsten Motive. Ab 1954 fuhr er fast jährlich nach Italien oder, noch öfter, Spanien, immer auch auf der Suche nach Motiven.
Richard Gessner starb im Jahr 1989 im Alter von 94 Jahren in Düsseldorf. 1923 hatte er die Künstlerin Lore Lessing (1901–1980) geheiratet, die Ehe wurde kurze Zeit später wieder geschieden. 1930 heiratete er die Graphikerin Inge Klatte, mit der er bis zu deren Tod 1970 zusammenblieb. Eine dritte Ehe ging er 1972 mit Sigrun Haas, geb. von Franqué, ein, die er seit den 1930er Jahren kannte.
Er war seit 1929 Mitglied im Deutschen Künstlerbund und der Rheinischen Sezession, seit 1947 im Westdeutschen Künstlerbund.

## Auszeichnungen
- 1922: Hollandpreis, Preis des Verbandes der Kunstfreunde in den Ländern am Rhein
- 1937: Albrecht-Dürer-Preis der Stadt Nürnberg
- 1941: Cornelius-Preis der Stadt Düsseldorf
- 1955: Zweiter Preis des Wettbewerbes Das Stadtbild Düsseldorf

## Ausstellungen
Im Laufe seines ausgesprochen langen aktiven Künstlerlebens waren Richard Gessner zahlreiche Einzelausstellungen gewidmet und er war an vielen Gruppenausstellungen beteiligt. Laut der Monografie von 1994 (s. u.) waren es bis 1945 83 Gruppen- und 5 Einzelausstellungen, von 1945 bis 1989 15 Gruppen- und 32 Einzelausstellungen. Nach seinem Tode bis einschließlich 2009 war er in mindestens 20 Einzel- und 8 Gruppenausstellungen vertreten; hier eine Auswahl der interessantesten:
- Kollektivausstellung, Städtische Kunsthalle Düsseldorf, drei Ölbilder (1914)
- Kollektivausstellung, Städtische Kunsthalle Düsseldorf, Das Junge Rheinland, vier Pastelle (1919)
- Kollektivausstellung von Arbeiten aus Afrika, Galerie Flechtheim, Düsseldorf (1924, in der Monografie nicht aufgeführt)
- Einzelausstellung, Galerie Flechtheim, Düsseldorf (1928)
- Kollektivausstellung 10 deutscher Maler von Carl Georg Heise in Lübeck, unter anderem mit Jankel Adler, Julius Bissier, Xaver Fuhr, Bernhard Kretschmar, Mahlau und E.W. Nay. (1929, in der Monografie nicht aufgeführt)
- Kollektivausstellung, The Art Institut of Chicago, u. a. mit Barlach, Baumeister, Campendonk, Dix, Grosz, Heckel, Hofer, Kolbe, Mataré, Nolde, Purrmann, Schmidt-Rottluff, Sintenis, zwei Pastelle (1932)
- Einzelausstellung, Städtische Kunsthalle Düsseldorf (1932)
- Kollektivausstellung mit 50 Bildern, Galerie Nierendorf, Berlin (in der Monografie nicht aufgeführt, 1935, evtl. mit der Ausstellung von 1935 identisch)
- Einzelausstellung, Galerie Nierendorf, Berlin (1935)
- Kollektivausstellung, Palazzo Strozzi, Florenz, L’Arte Contemporanea di Düsseldorf, drei Ölbilder (1943)
- Einzelausstellung anlässlich des 50. Geburtstages, Galerie Vömel, Düsseldorf (1944)
- Regelmäßige Teilnahme an den Ausstellungen des Westdeutschen Künstlerbundes (ab 1947)
- Kollektivausstellung, Bergbaumuseum Bochum, Kunst und Bergbau, u. a. sechs Ölbilder (1951)
- Regelmäßige Teilnahme an den jährlichen Winterausstellungen im Kunstpalast im Ehrenhof, Düsseldorf (1951)
- Einzelausstellung, Ruhrsiedlungsverband Essen, Ein Maler sieht das Ruhrgebiet (1953)
- Einzelausstellung mit 93 Gemälden im Kunstverein für die Rheinlande und Westfalen, Düsseldorf, Otto-Richter-Halle Würzburg und Museum Schloss Oberhausen anlässlich des 60. Geburtstages (1954)
- Kollektivausstellung Exposition Internationale, Les Mines, les Forges et les Arts, mit fünf Gemälden beteiligt, Musée des Travaux Publics, Paris (1955)
- Einzelausstellung Spanische Aquarelle in der Galerie Vömel, Düsseldorf (1958)

- Kollektivausstellung, Musée Rath, Genf, Artistes Contemporains de Düsseldorf, drei Ölbilder (1962)
- Kollektivausstellung Avantgarde gestern, Städtische Kunsthalle Düsseldorf (1970, in der Monografie nicht aufgeführt)
- Einzelausstellung, Niederrheinisches Museum Duisburg, Vom Abbild zum Sinnbild (1973)
- Einzelausstellung Retrospektive, Gemälde und Aquarelle 1927 bis 1974, Kunsthalle Düsseldorf (1975)
- Einzelausstellung, Stadtsparkasse Düsseldorf, Retrospektive, Arbeiten aus 70 Jahren (1982)
- Kollektivausstellung, Zentralhaus der Künstler, Moskau, 41 Künstler aus Nordrhein-Westfalen, drei Ölbilder (1983)
- Einzelausstellung, Stadtmuseum Düsseldorf, 70 Arbeiten, Auswahl aus Museumsbeständen (1984)
- Einzelausstellung, Museum für Frühindustrialisierung, Wuppertal (1988)

posthum:
- Einzelausstellung, Galerie Mühlenbusch, Düsseldorf, Blaue Bilder – Spanische Gouachen (1989)
- Einzelausstellung, Kunstmuseum Düsseldorf, Richard Gessner zu Ehren, Sonderausstellung in der Ausstellung Das Junge Rheinland (1989)
- Kollektivausstellung, Bundeskanzleramt, Bonn, Sammlerfreude, zwei Ölbilder (1989)
- Einzelausstellung bei C.G. Boerner, Düsseldorf, Frühe Druckgraphik (1990)
- Einzelausstellung, Galerie Remmert und Barth, Düsseldorf, Auf der Kirmes (1990)
- Einzelausstellung, Bergbau- und Stadtmuseum Weilburg, Richard Gessner, Malerei (1992)
- Einzelausstellung zur Metec 94, Düsseldorf, Richard Gessner, Ein Maler sieht das Ruhrgebiet (1994)
- Einzelausstellung, Galerie Remmert und Barth, Düsseldorf, Auf Reisen (1994)
- Einzelausstellung aus Anlass seines 100. Geburtstages, Galerie Winkelmann, Düsseldorf, Richard Gessner (1994)
- Einzelausstellung, Museum in der Alten Post, Mülheim an der Ruhr, Industrie und Abstraktion (1997)
- Einzelausstellung, Städtisches Museum Wasserburg am Inn, Sonderausstellung Wasserburger Maler der Vergangenheit – Richard Gessner – ein Maler der Sommerfrische (2001)
- Einzelausstellung, Association Les Colchiques, Ribes, Frankreich (2004)
- Einzelausstellung, Deutsches Alpen Museum, München, Skizzen vom Watzmann (2004)
- Kollektivausstellung, Verwaltungsgebäude Krupp Mannesmann GmbH, Duisburg, Hütten und Stahlmotive (2005)
- Einzelausstellung, Bürgerhaus Angermund, Düsseldorf, Richard Gessner zum 20. Todesjahr: Kirmes – Spanien – Felsen (2009)

## Werk
Etliche der Werke von Richard Gessner wurden von Museen angekauft, so etwa von dem Kunstmuseum Düsseldorf, das sieben Bilder erstand, vom Haus der Geschichte der Bundesrepublik Deutschland in Bonn oder dem Märkischen Museum in Berlin. Die größte Sammlung an Gessnerwerken ist heute im Besitz des Rheinischen Industriemuseums in Oberhausen. Weitere befinden sich in der Stiftung Sammlung Volmer und im Mannesmannröhren-Archiv, das auch zahlreiche Dokumente aus dem Nachlass beherbergt. Neben dem Bilderbestand in Museen sind auch viele der Werke in Privatbesitz.
Schon früh interessierte sich Richard Gessner für Motive aus der ihn umgebenden Industriewelt, er ist jedoch keineswegs ausschließlich als Industriemaler zu sehen. Auch Stillleben, Naturlandschaften oder Szenen aus dem Stadtleben gehören zu seinem Werk. Anregung fand er auf seinen zahlreichen Reisen, aber vor allem auch in seiner unmittelbaren Umgebung. Dem Ruhrgebiet, das er zeitlebens als seine Heimat begriff, gilt ein Schwerpunkt seines Schaffens. Nicht nur die Industriebilder, auch Niederrheinlandschaften und Düsseldorfer oder Duisburger Stadtansichten gehören dazu. Und auch das bunte Treiben rheinischer Schützenfeste und Kirmesplätze faszinierte ihn. Der größte Teil der Kirmesbilder und -zeichnungen entstand in den 1930er Jahren.
Ab Ende der 1940er Jahre widmete sich Richard Gessner noch mal intensiv den Industriemotiven. Neben großformatigen Ölbildern und Gouachen gab er auch in einer umfangreichen Skizzenreihe für das Buch Ein Maler sieht das Ruhrgebiet den Wiederaufbau und das Alltagsleben im Revier wieder. Sehr viele Aquarelle und Gouachen malte Gessner auf seinen ab etwa 1954 häufig unternommenen Reisen nach Italien und Spanien. Sie stellen Landschaften und Szenen sowohl an der Küste wie im Inneren des Landes dar. Besondere Anregung waren ihm stets bizarre Felsformationen. Diese Felsskizzen und -aquarelle sollten später im Atelier Ausgangspunkt für seine abstrakte Ölbilder werden.
Seine künstlerische Umsetzung des naturalistischen Gegenstands weist – nicht nur in den Industriebildern – unterschiedliche Grade der Abstraktion von konstruktiven Elementen auf. In den 1950er Jahren entwickelte Gessner die konstruktive Sicht in verschiedene Richtungen weiter. Es entstanden sowohl stark stilisierte aber dem Gegenstand noch verbundene Werke wie auch die weitgehend abstrakten Felsbilder, unter ihnen auch die Serie der „blauen“ Ölbilder.
Schließlich gehören auch Wandbilder, etwa im Düsseldorfer Rathaus oder den Volkswagenwerken, und zahlreiche Radierungen und Lithographien aus verschiedenen Zeitepochen zu seinem Werk.

## Werkauswahl
- Industriestadt Bergisches Land (1921), auf Leinwand, 52 × 40,5 cm, Stiftung Sammlung Volmer [1]

- In den Strassen von Tripolis (1921), Aquarell über Bleistift, 30,3 × 37,6 cm, Stiftung Sammlung Volmer [2]
- Bochumer Verein (1922), Öl auf Leinwand, 95 × 120,5 cm, Krefeld, Privatbesitz (WV 58)
- Grönenbach/Allgäu (1923), auf Leinwand, 98 × 92 cm, Stiftung Sammlung Volmer [3] (WV 80)
- Das Bergwerk (1924), Öl auf Leinwand, 80 × 100 cm, Düsseldorf, Rheinische Bahngesellschaft AG (WV93)
- Kirmesplatz bei Nacht (1925/26), Öl auf Leinwand, 83,5 × 63,5 cm [4]
- Paris bei Nacht (1927/28), Öl auf Leinwand, 185 × 200 cm, Kunstmuseum Düsseldorf im Ehrenhof
- Hüttenwerk Mannesmann (1928), Ölbild, (WV 128), bis Mitte der 1960er Jahre mindestens 35 weitere Gemälde aus dem Huckinger Hüttenwerk
- Shell-Haus im Bau (1930), Öl auf Holz, 80,5 × 11,5 cm, Stadtmuseum Berlin (WV 143) [5]
- Schloß Kalkum (1939), Öl auf Karton, 46,5 × 60 cm, Düsseldorf, Stadtmuseum (WV 221)
- Hochofenwerk Huckingen (1940/41), Öl auf Leinwand, 104 × 231 cm, Foyer des Verwaltungsgebäudes 1, Hüttenwerke Krupp Mannesmann, Huckingen (WV 238)
- Bäume am Niederrhein (1947), Öl auf Leinwand, 60 × 80 cm, Düsseldorf, Stadtmuseum (WV 268)
- Industrie am Niederrhein (1953), Öl auf Leinwand, 60 × 80 cm, Berlin, Privatbesitz (WV 318)
- Alcoelche (1957, Spanien), Gouache auf Papier, 49 × 64 cm, Nachlass (WV 50G)
- Kirmes (1965), Öl auf Leinwand, 55 × 98 cm, Düsseldorf, Deutsche Bank AG (WV 399)
- Aufsteigendes Blau (1968), Öl auf Leinwand, 150 × 100 cm, Berlin, Privatbesitz (WV 417)
- Felswand II (1975, Spanien/Zahara), Öl auf Leinwand, 80 × 100 cm, Nachlass (WV444)
- Selbstbildnis im Atelier (1975), Öl auf Leinwand, 51,5 × 76 cm, Mannesmannröhren-Archiv (WV 451)
- Das letzte Bild (1987), Öl auf Leinwand, 50,5 × 70 cm, Mannesmannröhren-Archiv (WV 494)